# Harmonica
 (janvier 2010).
Si vous disposez d'ouvrages ou d'articles de référence ou si vous connaissez des sites web de qualité traitant du thème abordé ici, merci de compléter l'article en donnant les références utiles à sa vérifiabilité et en les liant à la section « Notes et références ».
L'harmonica est un instrument de musique à vent, de la famille des bois, à anches libres, fonctionnant sur le même principe que l'accordéon : des anches (lamelles) métalliques de longueurs différentes produisent les notes en vibrant au passage de l'air, soufflé par la bouche ou aspiré, cette configuration étant peu fréquente pour un instrument à vent.
D'une tessiture normale de trois octaves, il se décline en trois grandes familles :
- l'harmonica diatonique simple ;
- l'harmonica diatonique double (appelé aussi trémolo) ;
- l'harmonica chromatique.

L’instrumentiste de l’harmonica est l’harmoniciste.

## Histoire

### Introduction en Europe
L'origine exacte de l'harmonica moderne est assez vague. Les plus anciennes traces de présence de l'harmonica en Europe semblent être avant 1824 à Vienne (voir Anton Reinlein et Anton Haeckl). Certains citent Friedrich Buschmann (1805-1864) en tant qu'inventeur, bien qu'ayant organisé les notes différemment. L'harmonica commença à se vendre en Europe vers 1820 et fut rapidement exporté aux États-Unis par les migrants.
C'est probablement vers 1820 que Richter eut l'idée de placer deux anches côte à côte permettant de jouer deux notes voisines par trou, obtenues soit en soufflant, soit en aspirant, à l'analogue de l'accordéon diatonique. Par la suite, grâce à un système de tirette sur les chromatiques augmentant la note d'un demi-ton (une altération), chaque trou pourra donner quatre notes. Plusieurs nouvelles techniques permettront de créer de nouvelles notes.
Richter perfectionne l'instrument avec un nouvel accordage, permettant d'obtenir aisément les accords de tierce en soufflant sur plusieurs trous voisins à la fois. Cet accordage dit accordage Richter est le plus répandu de nos jours.
On connaît peu de choses sur ce fondateur de l'harmonica moderne, pas même son nom complet exact, les sources se contredisant. On présume qu'il était habitant de la région tchèque de Bohême.

### Expansion
En 1833, les premiers artisans allemands comme Messner se lancent dans la fabrication de l'harmonica à Trossingen, village du Bade-Wurtemberg situé en Forêt Noire.

#### La Société Hohner
Vers 1855, Matthias Hohner (de), horloger et voisin de Messner, se lance à son tour, encouragé par sa femme Ana. Ana expédie des harmonicas à Hans, un cousin émigré aux États-Unis, et c'est grâce à eux que se jouera le principal développement de l'harmonica en tant qu'instrument. En 1857 est créée la société Matth Hohner AG, qui dès la première année produit 700 harmonicas. Dix ans plus tard, 22 000 modèles sont vendus et jusqu'à un million en 1887.
Progressivement l'harmonica, peu encombrant, devient un instrument populaire aux États-Unis.

### Utilisation de nos jours

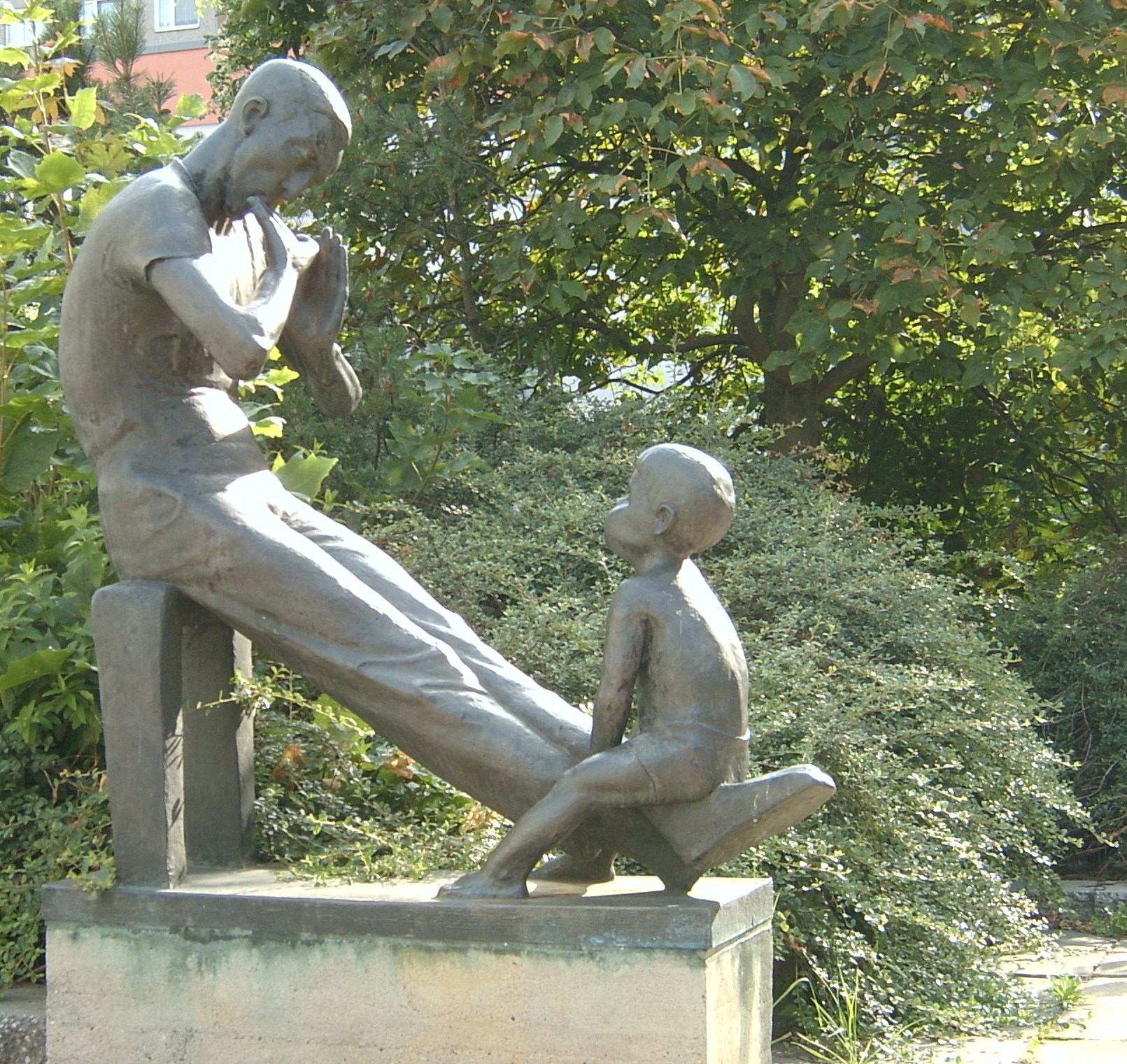
Joueur d'harmonica, sculpture de Hans-Detlev Hennig, à Francfort-sur-l'Oder (Allemagne).

L'harmonica semble mieux considéré hors de l'Europe que sur le vieux continent où il a été créé. Aux États-Unis bien sûr grâce au blues, mais également au Japon et dans bon nombre de pays d'Asie où des orchestres entiers d'harmonicas interprètent les œuvres du répertoire classique.
Un harmoniciste diatonique possède souvent plusieurs modèles différents complémentaires en tonalités (jusqu'à 12), auxquels s'ajoutent les harmonicas spéciaux, par exemple ceux de tessiture plus grave ou plus aiguë et compte tenu du fait que contrairement à d'autres instruments pouvant être conservés à vie moyennant révisions, l'harmonica s'abime assez vite surtout chez le débutant et doit être changé. Cependant l'usure est moindre en utilisant seulement le bas de la colonne d'air, mais le faible prix de la plupart des modèles incite beaucoup d'harmonicistes à racheter un harmonica neuf plutôt que de remplacer les lamelles (dites « anches ») usées ou cassées.
L'harmonica est de nos jours l'instrument de musique le plus vendu au monde.

## Fonctionnement
Les anches des instruments à anche libre tels que l'harmonica, l'accordéon chromatique ou diatonique, vibrent comme celles d'une guimbarde.
Le plus ancien instrument de musique connu utilisant ce principe, le sheng (ou yu), provient de Chine et remonte au IIIe millénaire av. J.-C.. Le sheng lui-même pourrait être inspiré du khên, un orgue à bouche du Laos. De très nombreux instruments dérivés du sheng et du khên se jouent en Extrême-Orient, comme le saenghwang en Corée ou le shô au Japon.
Les techniques de jeu de ces instruments présentent déjà des similitudes avec celles pratiquées avec l'harmonica (trilles vibratos, effets de langue…).
Joseph Amiot cite l'introduction du sheng en Europe au XVIIIe siècle.

## Types d'harmonica
Les types sont multiples selon leur choix d'accordage, les matériaux de fabrication et leur taille dont cinq grandes familles principales :
- diatoniques à lames simples (avec des choix d'accordages multiples : Richter, semi diminué, etc.) ;
- diatoniques trémolos ou lames doubles (accordés à l'octave) ;
- chromatiques ;
- chords ou polyphonias, harmonicas d'accompagnement pour les accords ;
- basses chromatiques uniquement en soufflant.

### L'harmonica diatonique simple
C'est l'harmonica le plus répandu en Occident, étant pratique à transporter par sa petite taille, les modèles courants étant d'environ 10 cm, d'un bon rapport qualité/prix et ayant prouvé historiquement sa valeur grâce à ses nombreuses techniques dans de nombreux styles musicaux tels que la musique folklorique, le blues, le rock, la musique folk, country et le jazz.

### L'harmonica diatonique double

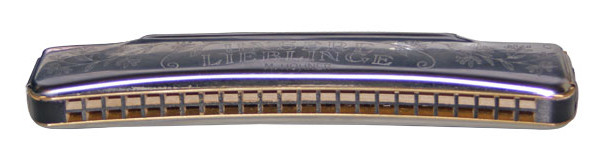
Harmonica diatonique double accordé à l'octave.

Souvent d'une longueur d'environ vingt centimètres, il tient son nom du fait que chaque note est dédoublée par deux anches (lamelles vibrantes) :
1. Soit accordées de manière très légèrement différente, ce qui produit une sonorité « trémolo » ;
2. Soit séparées d'une octave, le rapprochant de la sonorité de l'accordéon. Cette sonorité est mise en valeur par la technique du tongue-blocking générant un accompagnement simultané avec la mélodie.
3. Soit séparées d'une tierce : la compagnie Seydel propose ainsi le modèle Hochlandsklänge dont la sonorité proche du trémolo classique, se distingue des deux catégories précédentes.

La technique est plus ardue pour les altérations, au point que beaucoup la croient irréalisable, alors qu'à l'analogue d'une flûte de Pan, il suffit d'obturer à moitié l'un des deux trous avec l'une des lèvres pour les obtenir, contribuant à l'image populaire d'un instrument limité ou restreint au folklore.
Si cette technique d'altération est appliquée sur l'harmonica diatonique à lames simples, un système mécanique est par contre utilisé sur l'harmonica à lames doubles :
Certains sont liés par paires de deux harmonicas séparés d'une quinte tels qu'en do et en sol majeurs, chacun des multiples interprètes synchronisés entre eux jouant en alternance. Par quintes successives, les accords des différents harmonicas sont donc sol, sol7, ré7, do, ré mineur et la mineur, ce qui permet une interprétation d'un grand nombre de morceaux populaires.
Conceptuellement ce double harmonica rappelle les deux rangées d'un accordéon diatonique. Certains fabricants proposent même des « barillets » de quatre, voire six harmonicas, disposés de quintes en quintes.
Certains musiciens surtout asiatiques ont su révéler des qualités impressionnantes par cette méthode. Lors des championnats du monde d'harmonica, des harmonicistes diatoniques double chinois ont réussi à jouer du classique en « jonglant » et combinant plusieurs harmonicas de tonalités différentes en évitant le problème des altérations.
Par exemple, un harmonica en do surmonté d'un autre en do permet de couvrir la gamme chromatique complète. D'autres juxtapositions peuvent se révéler plus judicieuses, chaque morceau de musique pouvant nécessiter un choix particulier d'harmonicas.
Les notes d'un harmonica en do majeur se répartissent ainsi :
| En soufflant | sol | do | mi | sol | si | etc. |
| En aspirant  | ré  | fa | la | do  | ré | etc. |

### L'harmonica chromatique

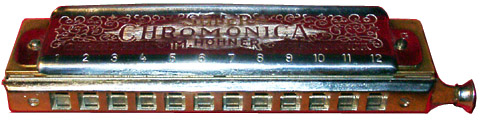
Harmonica chromatique.

Dernier né de la famille, il permet de jouer facilement toute la gamme chromatique sur deux octaves 1/2. Cependant, la disposition de ses notes réduit ses possibilités de jeux en accords, et offre donc moins de possibilités rythmiques que l'harmonica diatonique.
Dans un trio ou quatuor, c'est souvent lui qui joue la mélodie principale, parfois doublé à la tierce par un second harmonica.
Les modèles les plus répandus possèdent généralement 24 divisions en 12 trous. Certains à 16 trous possèdent une octave plus grave supplémentaire et quelques-uns sont à 10 ou 14 trous.
Chaque trou conduit à 4 lamelles, sélectionnées en soufflant ou aspirant et en poussant un levier sous forme de tirette grillagée alternant les orifices :
- 2 lamelles produisant des notes en soufflant : une note naturelle de la gamme diatonique et en poussant le levier, cette même note altérée haussée d'un demi-ton,
- 2 lamelles produisant des notes en aspirant : la note une seconde au-dessus naturelle de la gamme diatonique et en poussant le levier, cette même note altérée haussée d'un demi-ton.

La tirette au repos maintenue par un ressort, seules les lamelles des notes naturelles sont activées en soufflant ou aspirant.
Les notes altérées correspondantes sont obtenues un demi-ton au-dessus en poussant la tirette en la décalant en face des autres lames correspondantes sur lesquelles passe l'air.
Cela donne :
1. tirette au repos :
| En soufflant | do | mi | sol | do | etc. |
| En aspirant  | ré | fa | la  | si | etc. |

2. tirette poussée :
| En soufflant | do | mi | sol | do | etc. |
| En aspirant  | ré | fa | la  | si | etc. |

Cet harmonica est fréquemment employé pour le jazz et la musique classique, étant apprécié pour sa simplicité d'interprétation de l'ensemble des notes. Il apporte aussi au musicien une certaine cohésion d'ensemble dans la « sonorité » de toutes les notes, à l'inverse du diatonique produisant souvent des effets différents entre une note naturelle ou altérée, une altération valvée ou une overnote.

### LeChordharmonica d'accompagnement
Cet harmonica de forme très mince et longue (59cm) comprend deux rampes de notes. Celle du haut comporte : en soufflant, les accords majeurs ; en aspirant les accords majeurs de septième correspondants. Sur la rampe du bas, en soufflant, les accords mineurs et en aspirant successivement les accords de quinte augmentée et de septième diminués. Il est utilisé pour produire les accords d'accompagnement dans un ensemble tel que trio, quartette ou quintette.
Les rangées longitudinales de trous se suivent par quartes successives, à l'analogue des accords joués à la main gauche sur l'accordéon.

#### Exemple de disposition des accords sur le Chord harmonica Swan compact chord 48
| Fa  | Ré     | La  | Mi     | Si   | Fa      | Do   | Sol     | Ré   | La      | Mi   | Si     |
| Ré7 | La7    | Mi7 | Si7    | Fa7  | Do7     | Sol7 | Ré7     | La7  | Mi7     | Si7  | Fa7    |
| Fam | Dm     | Am  | Mim    | Sim  | Fa m    | Do m | Sol m   | Ré m | La m    | Mi m | Si m   |
| Ré+ | Ladim7 | Mi+ | Sidim7 | Sib+ | Do dim7 | Sol+ | Ré dim7 | La+  | Si dim7 | Mi+  | Fadim7 |
| --- | ------ | --- | ------ | ---- | ------- | ---- | ------- | ---- | ------- | ---- | ------ |

L'instrumentiste peut produire ainsi des accompagnements du même niveau de complexité harmonique qu'un accordéoniste, ajoutant de nombreuses variantes par roulements de langue, articulations ou ponctuations diverses du souffle ou de la bouche adaptées aux styles musicaux.
La marque japonaise Tombo propose une version très petite appelée Pocket Chord Tombo, conçue uniquement pour accompagner en tonalité de do et la mineur sans altération, ne pouvant donc aller que jusqu'à 8 accords :

#### Tombo Pocket Chords
| Fa   | Do   | Sol7 | Ré7  |
| ---- | ---- | ---- | ---- |
| Ré m | La m | Mi 7 | Si 7 |

### L'harmonica basse
Il est court et de forme massive, du fait de la taille importante des lamelles. Il se joue en soufflant uniquement.
Il comprend sur la rampe du bas les notes successives classiques de Mi à Mi sur deux octaves et sur la rampe du haut les altérations correspondantes. Il existe deux modèles, l'un de 29 notes et l'autre de 39 notes. Il donne la tessiture basse-médium complétant le(s) petit(s) harmonica(s) donnant la mélodie et celui d'accompagnement dans un ensemble.
Pour ajouter des basses profondes, il est parfois doublé par une contrebasse à cordes jouant simultanément une octave en dessous.

## L'harmonica et les genres musicaux
Historiquement l'harmonica a surtout prospéré aux États-Unis. Il a pris place notamment dans les orchestres de blues en y remplaçant progressivement le violon. Ces deux instruments possèdent en effet des tonalités aux hauteurs assez proches. Son faible coût a probablement contribué à le populariser dans les milieux modestes. Sa grande expressivité en a fait l'un des instruments de prédilection de nombreux bluesmen. Certains interprètes de légende comme Sonny Boy Williamson et Little Walter étaient capables de le faire gémir, pleurer ou parler. C'est l'une des raisons pour lesquelles l'harmonica diatonique reste intimement lié au blues.
L'instrument a su se trouver d'autres styles d'expression, notamment dans les musiques folkloriques américaines, comme la musique country. Ses diverses variantes lui permettent de s'adapter à tous les genres musicaux.

### L'harmonica soliste
Il joue souvent accompagné par un piano, une guitare ou une petite formation, voire d'un grand orchestre.
On dénombre plus de 70 œuvres (principalement des concertos) pour harmonica soliste et orchestre, dont :
- Heitor Villa-Lobos : Concerto pour harmonica, W524
- Darius Milhaud : Suite anglaise, pour harmonica (ou violon) et orchestre, Op. 234 (1942, pour Larry Adler)
- Henry Cowell : Concerto pour harmonica et orchestre (1962, pour John Sebastian)

La plupart de ces œuvres sont pour harmonica chromatique.

### Les ensembles d'harmonicas
Les formations les plus courantes, y compris celles folkloriques, sont le plus souvent en trio, voire quartette ou quintette, ou parfois même un « orchestre » entier pouvant aller jusqu'à une vingtaine d'harmonicas jouant ensemble, et constitués :
- d'un ou plusieurs harmonicas chromatiques donnant la mélodie
- d'éventuellement un ou plusieurs harmonicas chromatiques jouant la partie alto ou à la tierce,
- du gros chord harmonica d'accompagnement
- du long harmonica basse

Ces formations couvrant ainsi l'ensemble des tonalités d'une mélodie peuvent donc être totalement autonomes sans nécessiter d'autre accompagnement, excepté l'éventuel appui d'une « basse profonde », telle qu'une  contrebasse ou une basse électrique et d'une batterie donnant le rythme.

## Sonorisation
L'harmonica reste fondamentalement un instrument acoustique. La sonorisation de l'instrument (pour l'enregistrement, le jeu sur scène, avec des instruments amplifiés ou au son puissant, etc.) implique ainsi des méthodes classiques à l'aide de microphones et d'amplification.
L'harmonica électrique est très rare, bien que certains projets commerciaux existent, parmi lesquels celui de la société anglaise Harmonix.

### Microphones
Le plus classique reste d'utiliser des microphones à voix, permettant de garder un son pur de l'harmonica sans transformation.
Cependant les harmonicistes se sont essayés à toutes sortes de micros (microphones de gare, ou destinés à d'autres instruments) pour obtenir des sonorités différentes.
Des microphones ont été créés spécifiquement pour l'harmonica. Cela n'empêche pas énormément d'harmonicistes de continuer à utiliser des microphones d'origine variées. L'un des phénomènes les plus notables est la fabrication artisanale de microphones à partir d'éléments de récupération. Ces microphones, surnommés i-mic, ont en général un son crunch très prononcé, ce qui peut être recherché par de nombreux musiciens.

### Amplification
Contrairement aux microphones, où un commerce s'est créé (bien qu'il ne soit pas forcément très réussi), il n'existe aucun système d'amplification spécifiquement destiné à l'harmonica. C'est pourquoi lorsqu'un harmoniciste désire un son spécifique en amplification, il va chercher dans les amplifications d'autres instruments, et la plupart du temps dans les amplificateurs pour guitare.

### Effets
De même que pour l'amplification, il n'existait pas de solution d'effets dédiée à l'harmonica. Encore une fois, les harmonicistes se servaient donc dans les effets d'autres instruments qu'ils avaient l'occasion d'essayer, notamment les pédales d'effets pour guitares.
Toutefois, les fréquences particulières de l'harmonica ne sont pas toujours traitées correctement par les effets pour guitares électriques, menant parfois à des résultats décevants.
La maison Lone Wolf Blues a donc créé toute une gamme de pédales d'effet spécialement conçues pour l'harmonica, dont un égaliseur à deux bandes traitant les fréquences spécifiques de l'instrument, une reverb, un delay (écho), des effets d'overdrive et de distortion, ainsi que deux pédales multi-effets regroupant plusieurs effets individuels.

## L'harmonica dans la culture populaire

### Trio Albert Raisner
En France, c'est au début des années 1950 puis durant les années 1960 que l'harmonica chromatique est popularisé dans la musique de danse, de variétés et de divertissement, jouant principalement dans une formule purement instrumentale, par le trio d'Albert Raisner. Albert Raisner, bien connu aussi pour avoir parallèlement effectué la célèbre émission régulière Âge tendre et tête de bois, joue la mélodie sur « petit » harmonica, accompagné comme pour tout trio, du gros harmonica d'accompagnement et du long harmonica basse. Cet ensemble a enregistré de très nombreux disques.

### Autres ensembles d'harmonicas
- Le Trio Hill Billy's, surnommé « Les Cow-boys de l'harmonica » joua dans les années 1950 des airs western du Texas.
- En Belgique, le Trio Hotcha.
- Le quintette allemand Hérold, au cours des années 1970.
- En France, le trio d'harmonicas Hottvills s'adjoint à un ensemble très étoffé country-western sous le nom des Texas Travellers, jouant sur deux double 33 tours en 1974 et 1976, les mélodies célèbres de films de Western ou cow-boy du Texas, telles que O Suzanna, Red River Valley, etc. Ce même ensemble du trio des Hottvills redevint en 1984 indépendant et supervisé par Michel Evain, dans un style parfois modernisé sur plusieurs disques et donne parfois toujours quelques concerts.

### Artistes solistes
Parmi les plus fameux, on peut citer :
- Sonny Boy Williamson II (1899 - 1965), harmoniciste, chanteur et compositeur de blues américain.
- James Cotton (1935 - 2017), harmoniciste de jazz
- Borrah Minevitch (en) (1902 - 1955) harmoniciste, acteur, leader de son groupe « The Harmonica Rascals » ;
- Peg Leg Sam, de son vrai nom Arthur Jackson (1911 - 1977), harmoniciste de blues américain
- Larry Adler (1914-2001), interprète de musiques de films et de jazz, ayant enregistré le disque Symphonie pour harmonica avec un orchestre classique ;
- Toots Thielemans (1922-2016), également siffleur et guitariste de jazz ;
- Jean-Jacques Milteau, (né en 1950), harmoniciste de blues français, ayant démocratisé l'instrument auprès de nombreux artistes français.
- Michel Herblin, harmoniciste de jazz sur harmonica diatonique, réputé comme la référence française du modèle Golden Melody de la marque Hohner.

### Harmonicas folkloriques

#### Harmonica folk et country-western
- Un harmoniciste très réputé au cours des années 1970 fut Charlie McCoy, dans la lignée du style des guitaristes picking folk Chet Atkins ou Marcel Dadi.
- L'harmonica a été très utilisé lors de la vague folk-rock des années 1960 (notamment Bob Dylan et Donovan, puis Bruce Springsteen)
- Marc Taynor et ses cow-boys, bien que français d'origine ainsi que d'autres ensembles récréatifs retraçant les chansons et airs folkloriques du Texas, adaptés au divertissement, alternent bien souvent l'harmonica aux  banjo, mandoline américaine, violon fiddle, piano bastringue et guitare à 12 cordes. L'harmonica de l'orchestre joue en alternance dans l'indicatif télévisé interlude du petit train rébus-charade Endless en 1960, puis 1963.

#### Harmonicas suisses
Dans le folklore suisse, en parallèle des instruments typiques comme les Ländlerkapelles avec clarinette, saxophone et accordéon, les Streichmüsik avec violon fiddle et hackbrett, les yodels, fanfares champêtres et cor des Alpes, les ensembles d'harmonicas Muulörgeli représentent un style de formation très répandu également, pouvant même jouer avec des mandolines dans le folklore suisse-italien.
Dans le dialecte allemand, le mot Harmonica correspond plutôt à l'accordéon, l'harmonica se traduisant par Mundharmonica (accordéon à bouche)
Parmi les plus célèbres, figure le quintette Marino Manfredini ou le Trio Helmut Hérold. Dans le style du blues, l'harmoniciste Bonny B. multi recordman de l'harmonica diatonique, est le représentant du blues dans le genre de Sonny Boy Williamson en suisse.

#### Harmonicas portugais
Les ensembles d'harmonicas sont parfois aussi usités dans le folklore du Portugal, mêlés aux conjuntos de guitares pour les fados, chants et accordéons.

### Au cinéma
- Dans le film Il était une fois dans l'Ouest (C'era una volta il West) de Sergio Leone (1968), l'harmonica tient un rôle central, avec le personnage mystérieux interprété par Charles Bronson, le joueur d'harmonica seulement désigné, tout le long du film, comme « L’homme à l’harmonica ».